# شلالات جبل مرة

## موقع جبل مره

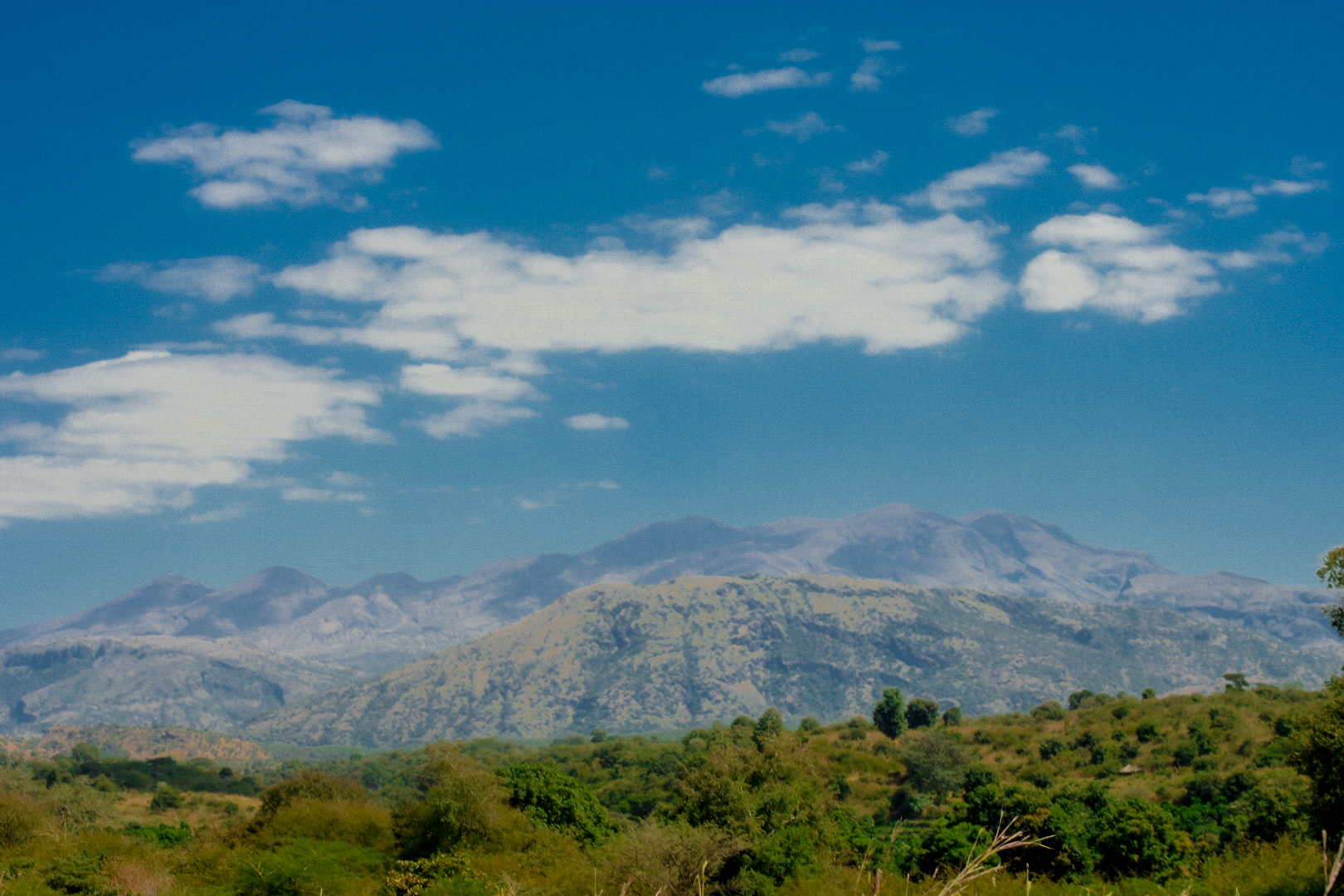
جبال مرة /السودان

يقع جبل مرة في غرب السودان في ولاية وسط دارفور تحديدا مدينة زالنجي ويمتد من بداية محلية كاس بولاية جنوب دارفور ومروراً بدار زغاوة حتي شمال دارفور مدينة الفاشر وتعتبر منطقة جبل مرة في دارفور غربي السودان من أجمل المناطق على مستوى العالم وأكثرها تنوعا في الطبيعة والمناخ.

## ارتفاعه
يبلغ ارتفاعه حوالي 10.000 قدم فوق سطح الأرض 
وله مجموعة من السلاسل بطول 240 كلم وعرض80 كلم تتخللها الشلالات والبحيرات البركانية
ويعد ثاني اعلي قمة في السودان
والمنطقة ليست مرتفعا جبليا واحدا كما يبدو من الاسم، بل تمتد إلى مساحات شاسعة تبدأ من مدينة كاس جنوباً إلى ضواحي الفاشر شمالاً، وتغطي مساحة 12.800 كلم. ويتكون الجبل الممتد من سلسلة من المرتفعات بطول 240 كلم وعرض 80 كلم، تتخللها الشلالات والبحيرات البركانية، ويعد ثاني أعلى قمة في السودان حيث يبلغ ارتفاعه 10.000 قدم فوق مستوى سطح البحر.
المنطقة التي يمتد فيها الجبل مأهولة بالسكان الذين يعيشون حياتهم في بيئة تتميز بطقس معتدل يغلب عليه طابع مناخ البحر الأبيض المتوسط، وهو أمر نادر في السودان، ويتيح هذا المناخ، إضافة لاستمرار هطول المطر لفترات طويلة، خاصية التنوع وزراعة الفواكه مثل الموالح والتفاح ونمو غابات متشابكة، كما أن هذه الأمطار الغزيرة توفر إمدادا مائيا مستمرا للأراضي الزراعية ما يجعل تربتها صالحة لزراعة المحاصيل الغذائية مثل الذرة والدخن.

## مناخه
يتميز بالأجواء الرائعة يسود فيه طقس البحر المتوسط
توجد به به مجموعه كبيره من البراكين والطيور المهاجرة وتوجد به العديد من المناظر الطبيعية الخلابة وتوجد به أعداد كبيرة من الحيوانات مثل القرود ومنها ماهو نادر. وله مجموعه من أنواع الغطاء النباتي يتكون من بيوت صغيره مكونه من الحجارة وشكلها دائري مجموعه من الحيوانات البرية المختلفة والنادرة الوجود. 
وبه أيضا محميه الزغاوة فيهو جزء بارد وجزء حار في نفس الشلال يمين ويسار
ويكثر هطول المطر على امتداد المنطقة وتمتد كمية المطر بين (500-1000) ملم وتصل إلى أقصى درجة في اتجاه الغرب وفي المناطق التي ترتفع عن 200 متر عن سطح الأرض. وأدى هطول المطر بكثافة لظهور العديد من الأودية أكبرها وادي أزوم الذي يصب في بحيرة تشاد وهناك وادي ايدا ووادي الكوع وأودية بليل وسندو وكايا وقندي، ويعتمد السكان المحليون على هذه الأودية في زراعة الفواكه والخضراوات اعتمادا على مخزون المياه ويؤثر الغطاء النباتي المستدام في عملية الجذب السياحي.
وإضافة للجانب الجمالي والسياحي في منطقة جبل مرة، تتميز المنطقة بالعديد من الموارد وقد ذكرت وزارة المعادن السودانية العديد من التقارير التي تثبت وجود ثروات معدنية هائلة في المنطقة مثل الذهب واليورانيوم والمنغنيز والبترول، وأعلنت مؤخرا إحدى الشركات الألمانية نتائج مسح جيولوجي أكد اكتشاف كميات تجارية من البترول واليورانيوم والذهب ومعادن أخرى ومياه جوفية في المنطقة، يضاف هذا إلى الدراسات السابقة التي تشير إلى أن إقليم دارفور يحتضن كميات هائلة تعادل أنهاراً من المياه الجوفية هذا بخلاف الذهب الذي تشير الدراسات الأولية إلى وجود احتياطات كبيرة منه في جنوب دارفور وغيرها.

## أنواع شلالات جبل مره

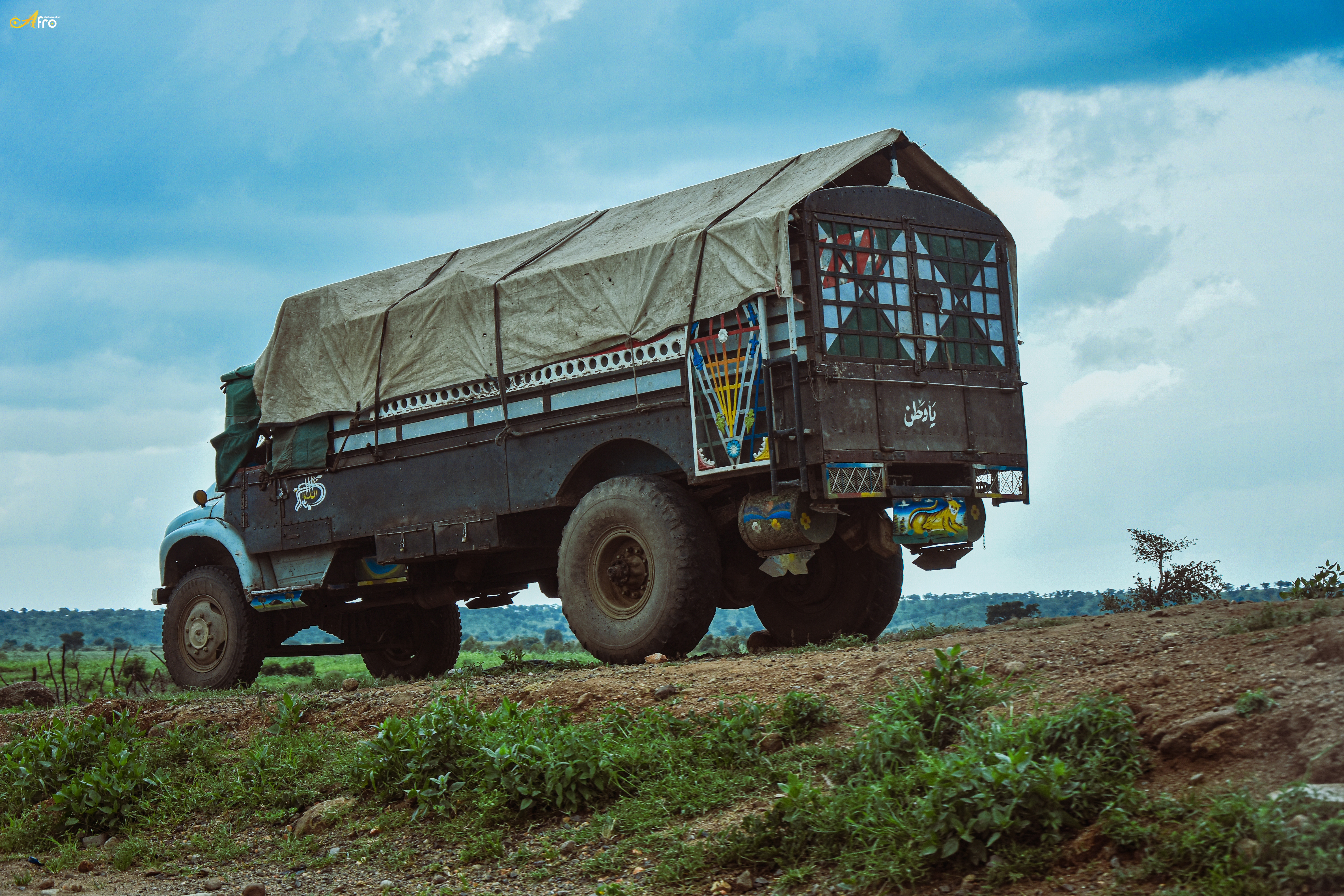
شاحنة في نرتتي غرب جبل مرة

الشلالات هي من أجمل المناظر التي تسر الناظرين في الجبل وتوجد مجموعة من الشلالات منها:
- شلال نيرتتي: هي احدي مدن زالنجي التي تقع في الجبل وتتميز بأجود أنواع الفواكه.
- شلال مرتجلو.
- شلال سوني.
- شلال قلول.

هذه الشلالات ساعدت علي المناخ المعتدل للجبل «إن منطقة جبل مرة فريدة في تكوينها ومناخها وإنسانها حيث تضم نباتات وأشجار غير موجودة في بقية أنحاء السودان مثل التفاح والكروم إضافة لأنواع نادرة من الزهور تنتشر في الصخور وتشكل مشهدا في غاية الجمال ويزيد المنظر روعة في أنواع الزراعة على المدرجات الجبلية ووجود الشلالات والنبات المتسلقة خاصة في فصلي الشتاء والخريف الذي يعتدل فيه المناخ وتهطل الأمطار بشكل دائم».

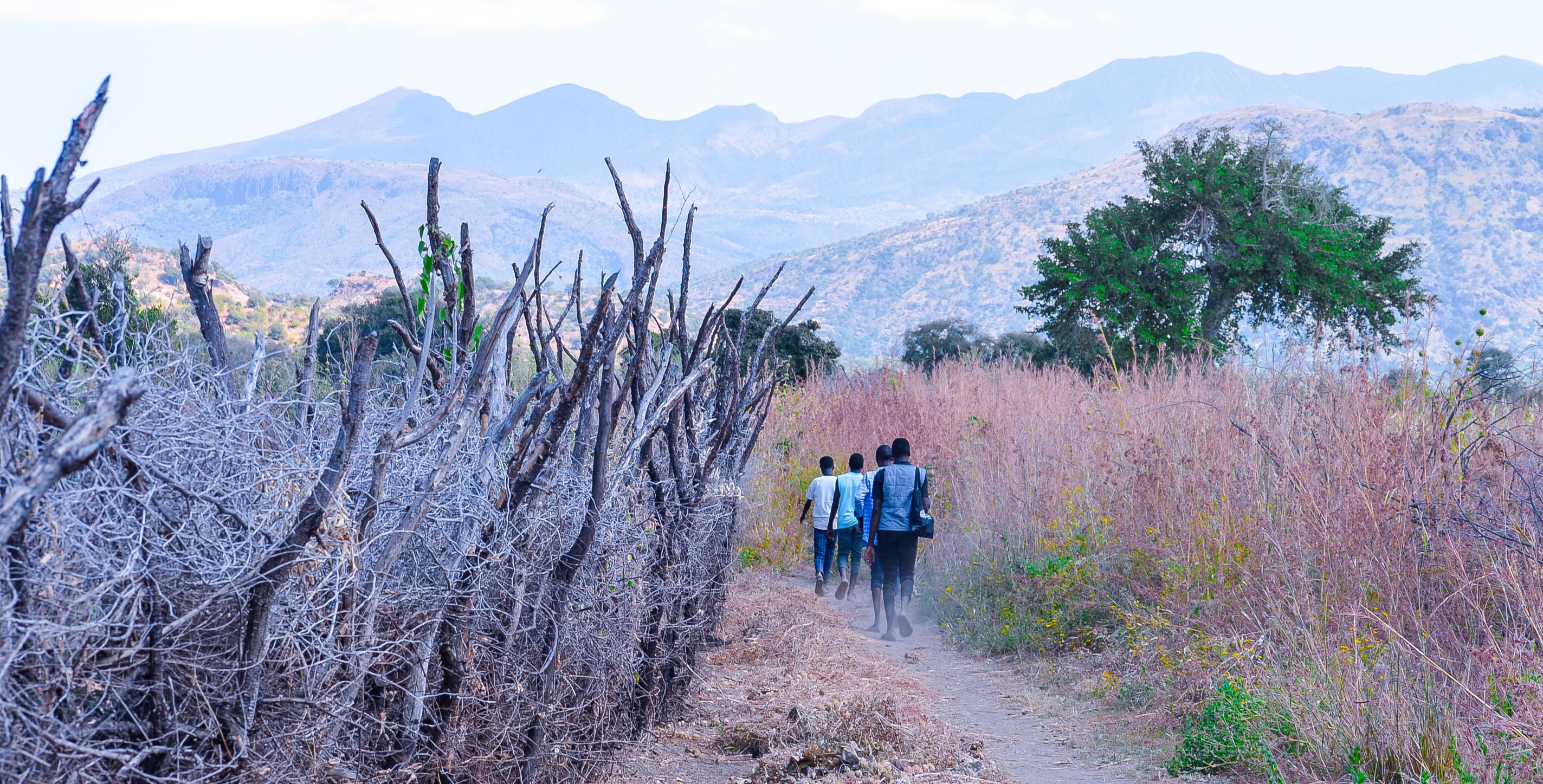
الطريق المعدي الي شلال ياما الذي يبعد نصف ساعة من نيرتيتي
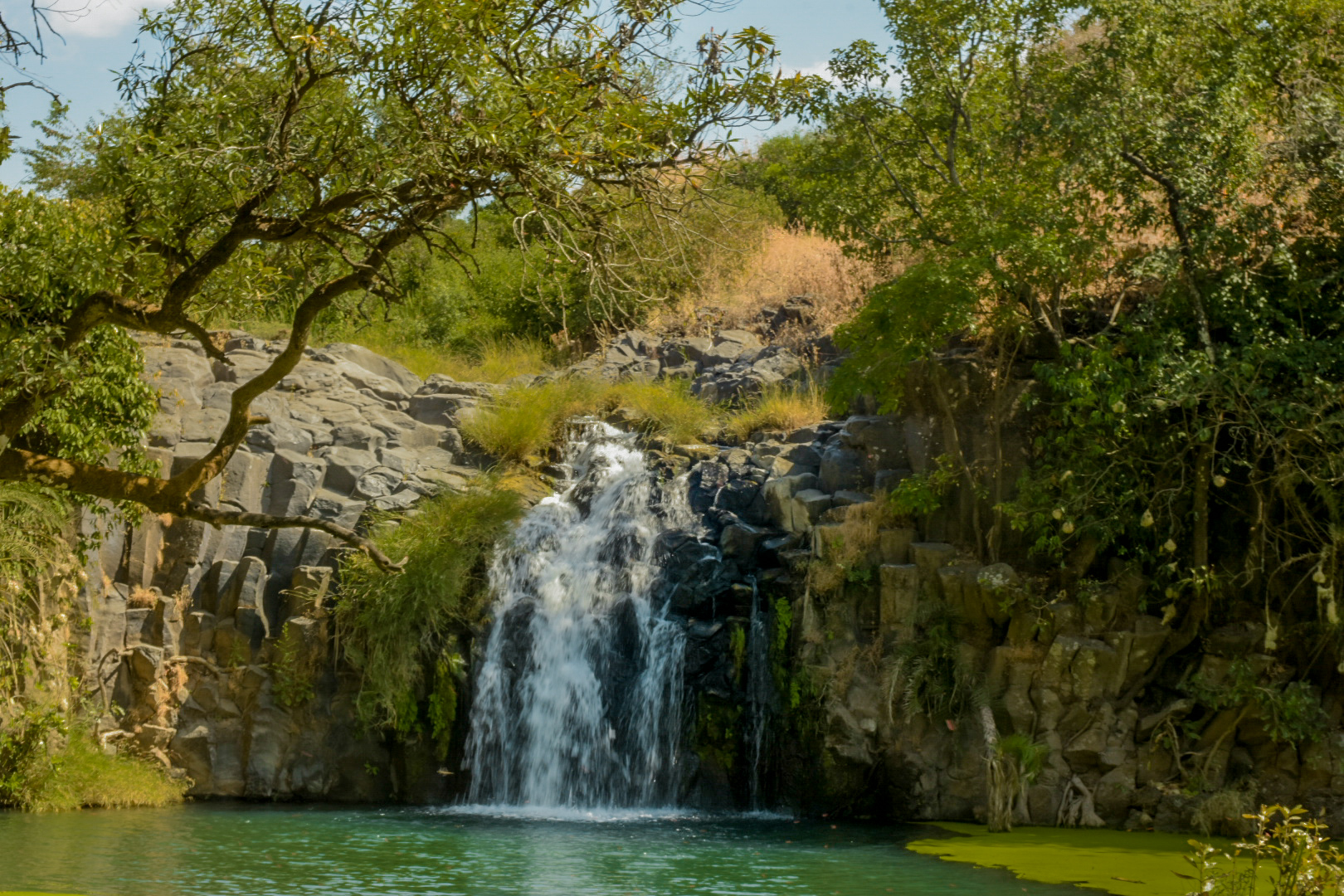
مياه شلال جبل مرة.
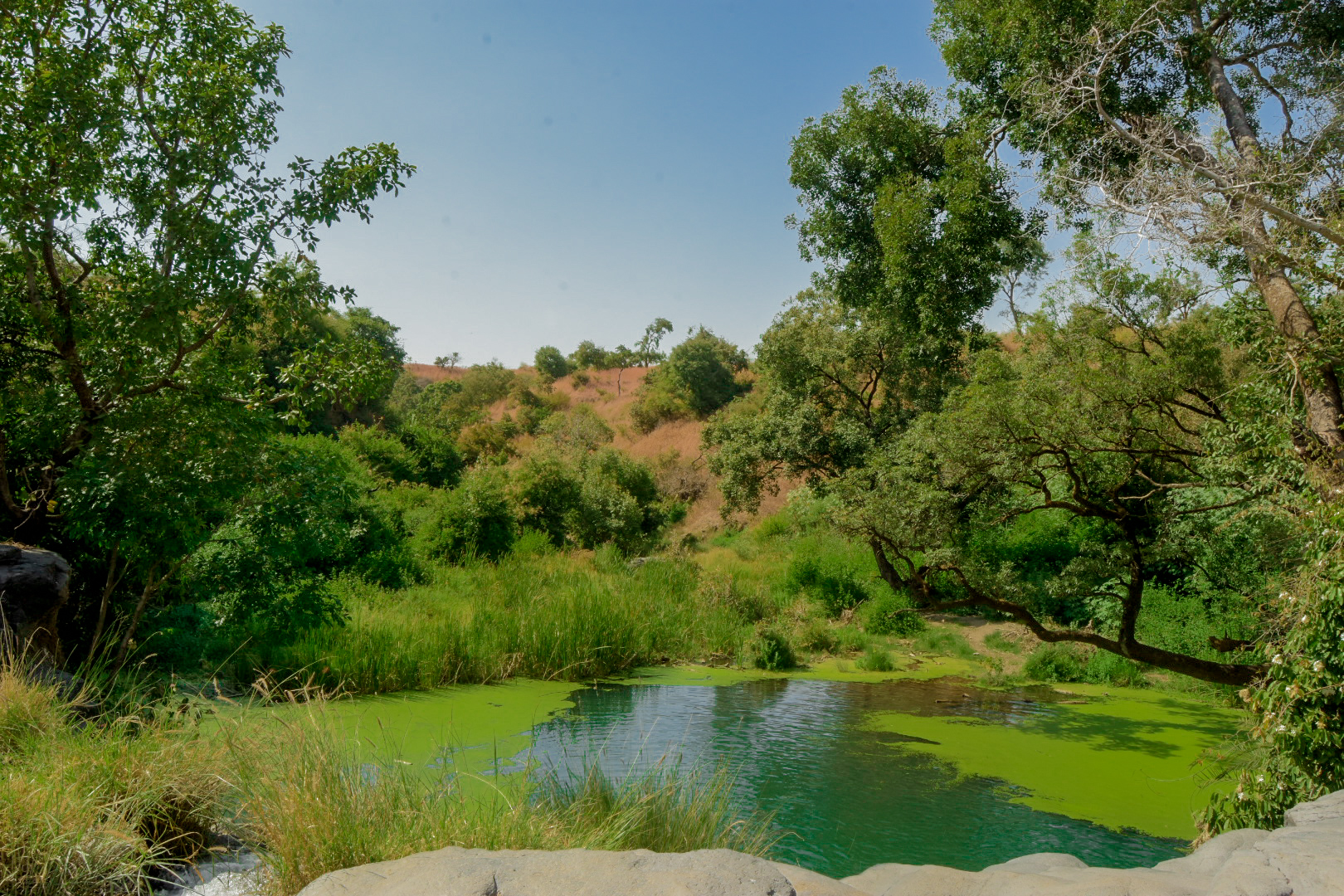
شلال جبل مرة من الاعلي.
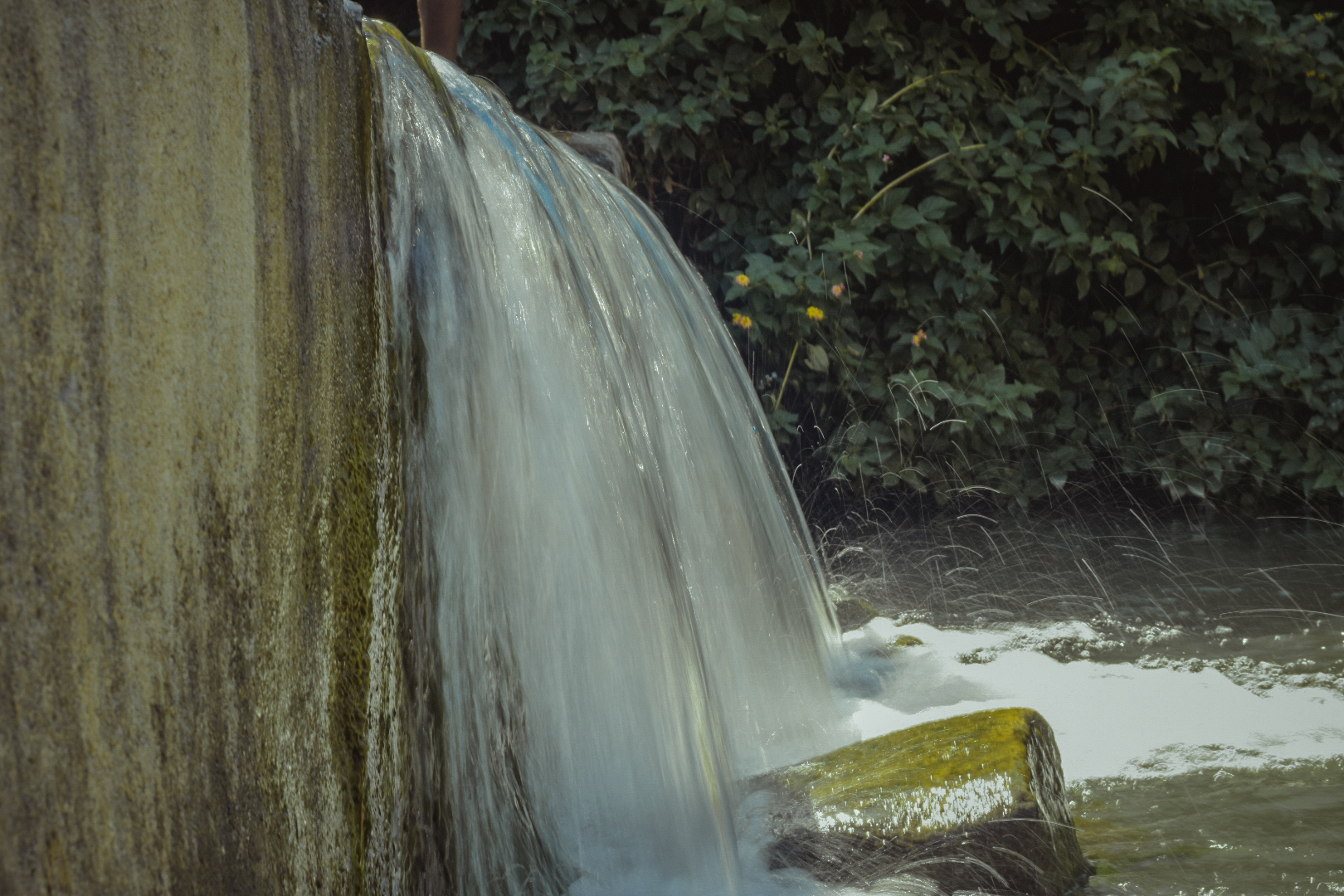
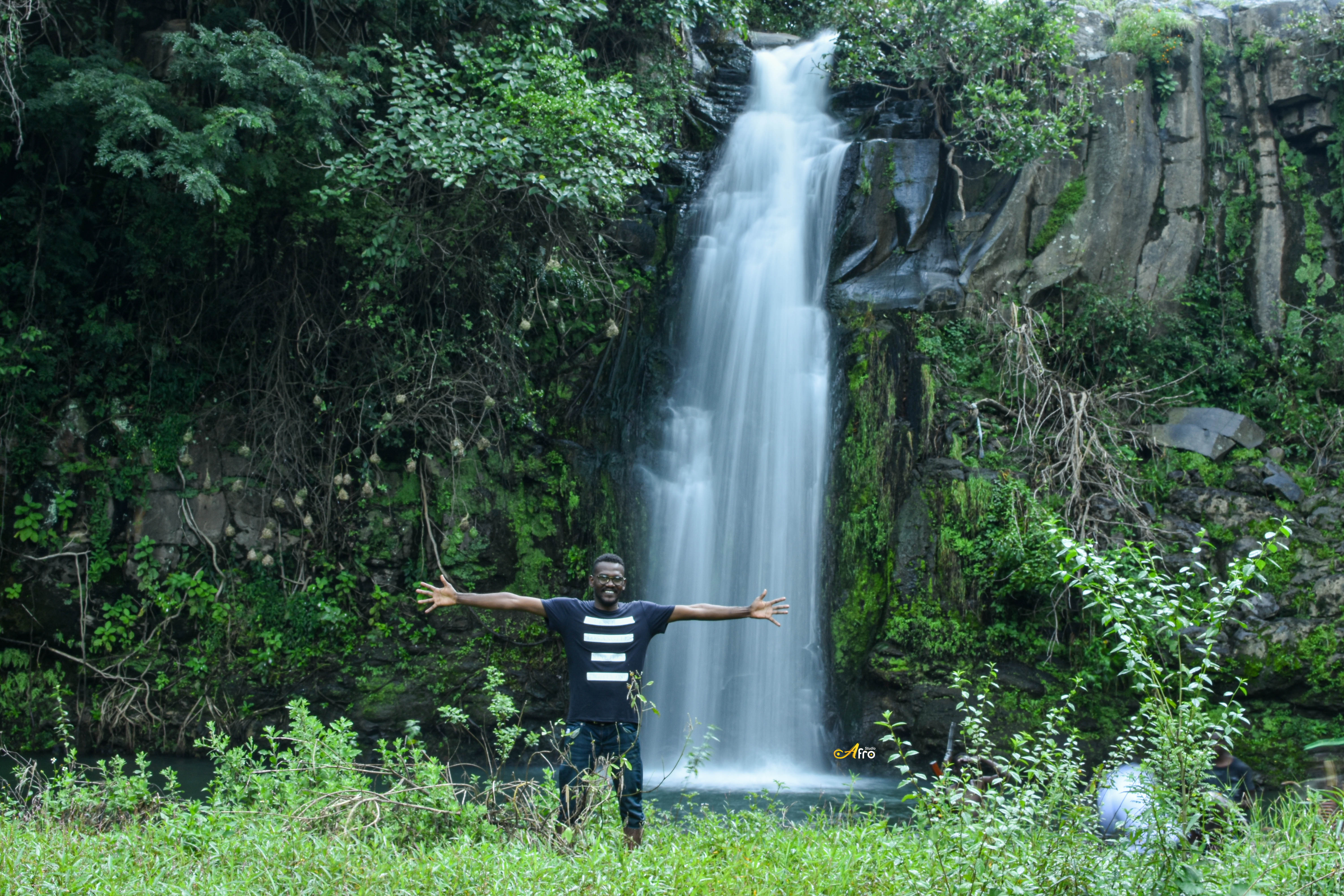
شلال جبل مرة
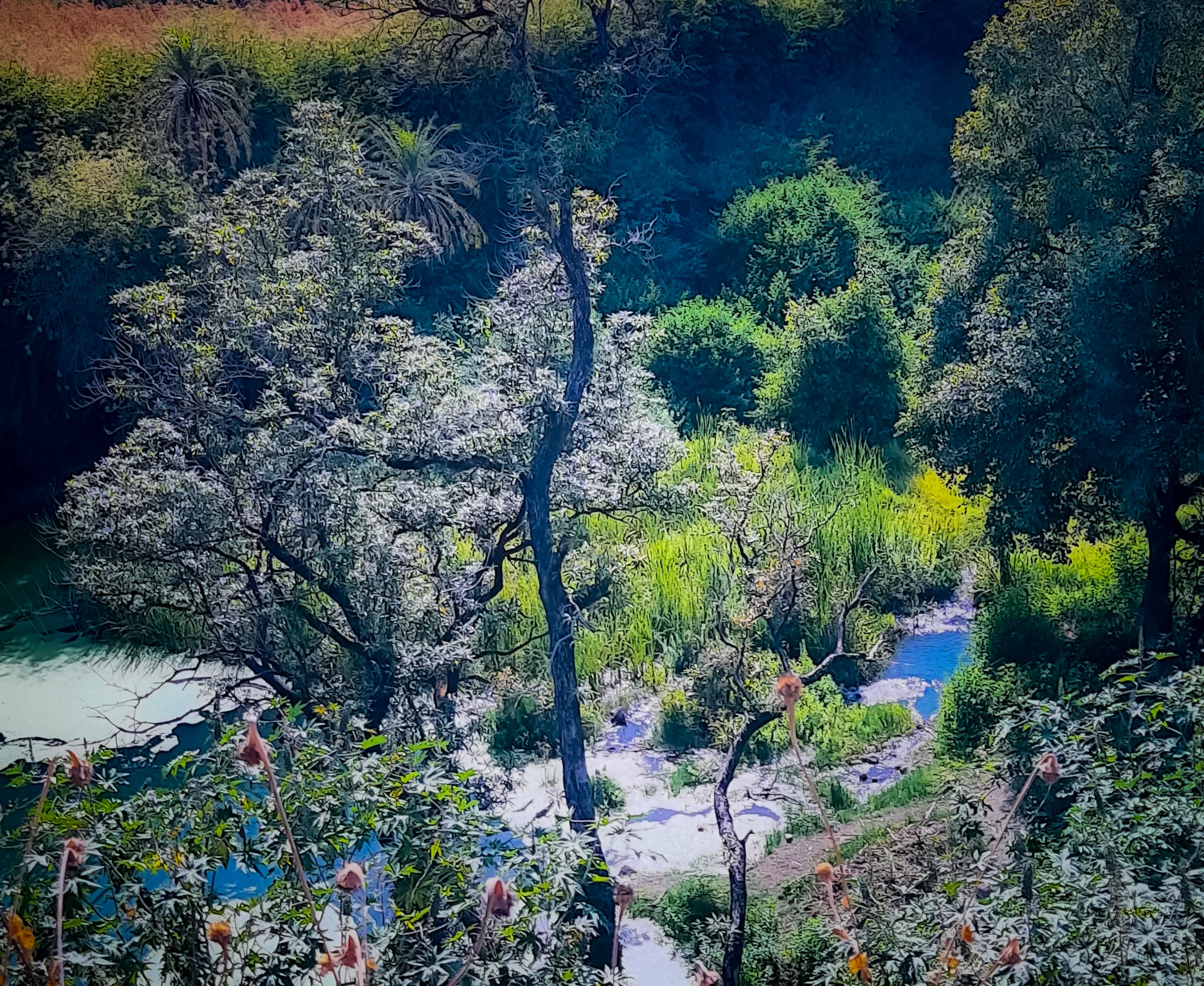
شلال نفرتيتي جبل مرة
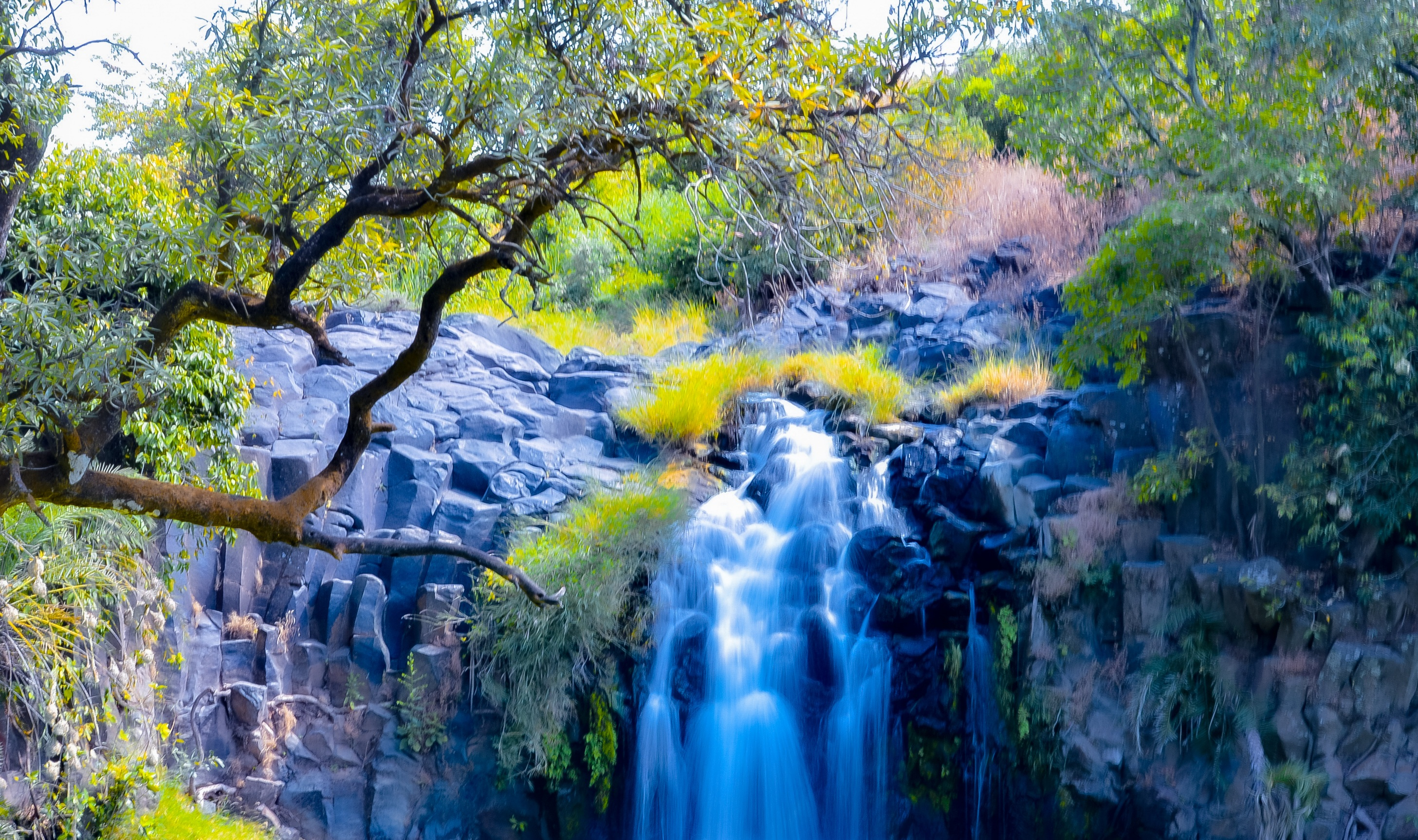
شلال ياما جبل مرة
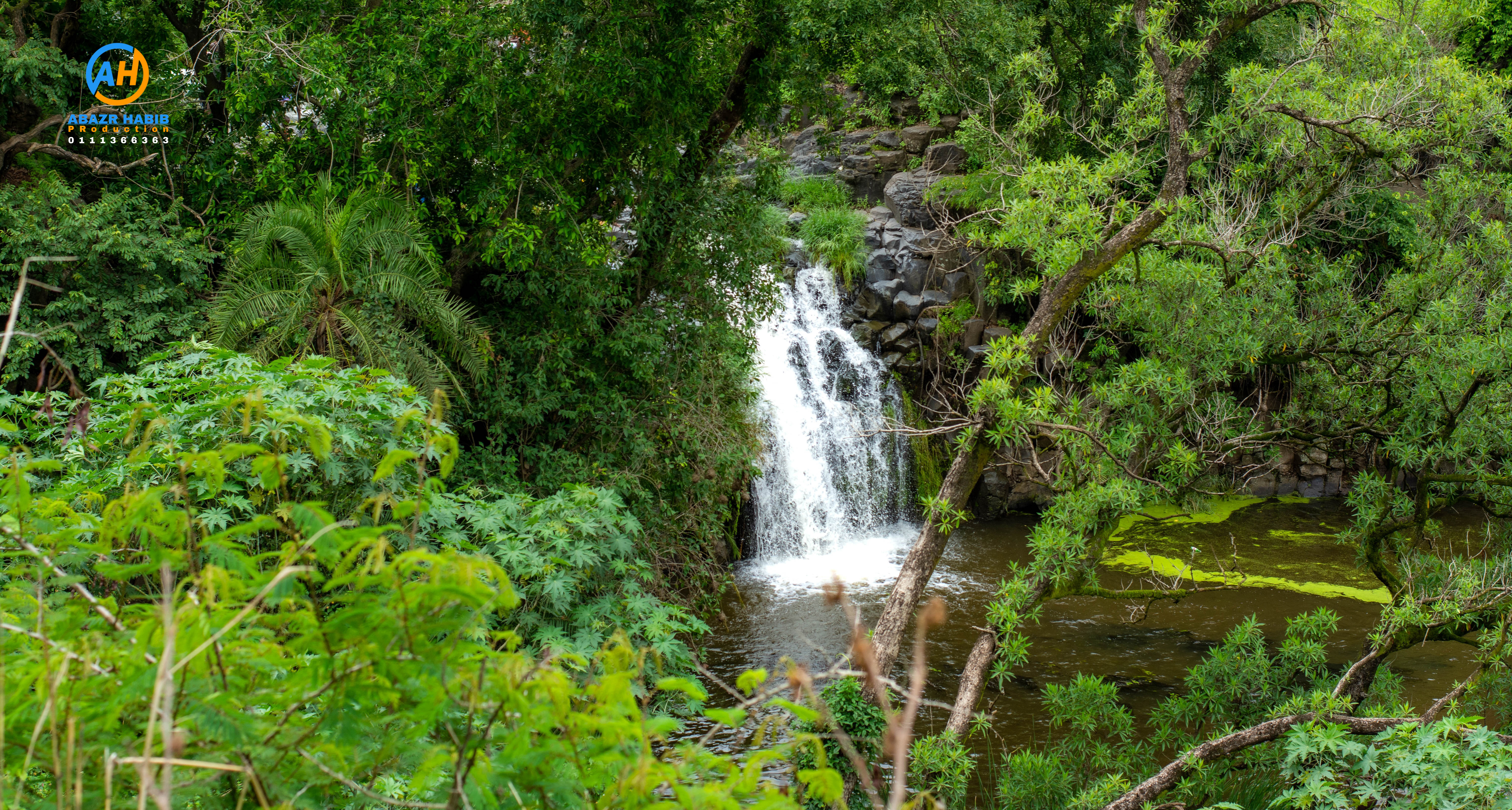
شلال نالمي جبل مرة
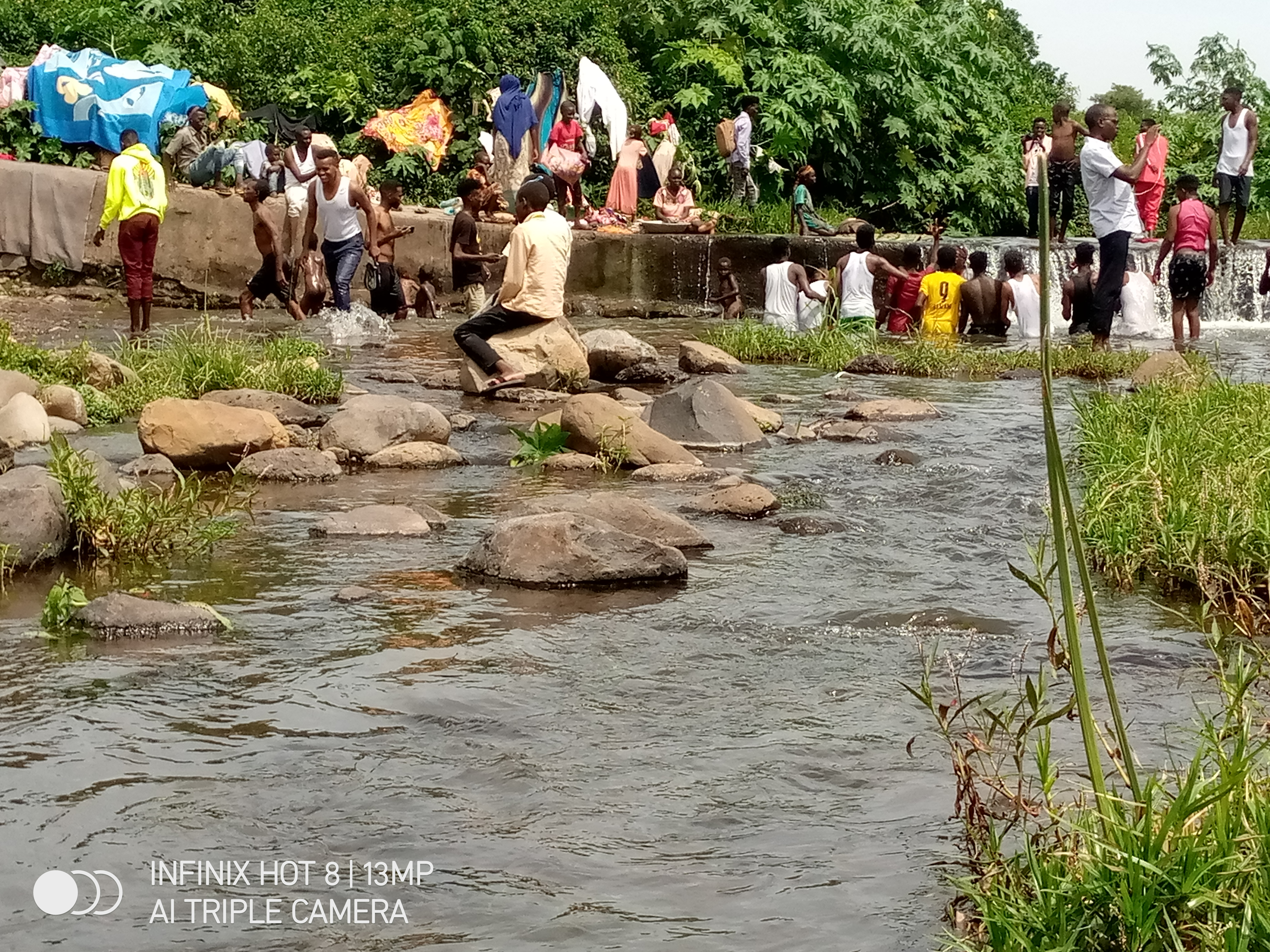
صور منطقة جبل مرة السياحية